# أبو فلة
حسن سليمان أحمد ويُعرف بأبو فَلَّة (18 ديسمبر 1998–) هو صانع محتوى كويتي من أصل صومالي، يمتلك قناة على اليوتيوب متخصصة في الألعاب والمقاطع الترفيهية.

## حياته الشخصية
وُلِدَ حسن سليمان في نهايات عام 1998م في دولة الكويت، لم يُكمل دراسته الجامعية لأسباب مالية على الرغم من اجتيازه الثانوية العامة ودراسته في المدارس الحكومية الكويتية كون الكويت تسمح للمقيمين من الجنسية الصومالية الدراسة. أنشأ أبو فلة قناته على اليوتيوب في عام 2016، باسم قيمز فلة إلا أنه قد غير الاسم بعد فترة لتصبح باسمها الحالي أبو فلة. قال حسن سليمان أنهُ اختار كلمة فلة في البداية لأنها كلمة خليجية دارجة وتعني «المرح».
رفض والد أبو فلة عمله في اليوتيوب رغم تحقيقه نجاحًا كبيرًا، ووصوله لنصف مليون مشترك، ووصل الأمر إلى حد تهديده بمقاطعته، وأعتبر والده اليوتيوب فضاءً للشياطين، ولكن والدته تدخلت لتقنع الوالد بأن يستمر في عمله كصانع محتوى.
كان أول فيديو ينشره أبو فلة على قناته بعنوان «كلاش اوف كلانس تصميم خرافي الفيديو»، الفيديو الذي لم يعد موجود على القناة في الوقت الحاضر.
حقّق أبو فلة رقمين قياسيين في موسوعة غينيس للأرقام القياسية، بعد أن قاد حملة لجمع التبرعات من خلال بث مباشر في يوتيوب والتي كان هدفها 10 ملايين دولار إلى أن وصلت إلى 11 مليون دولار في نهاية البث المُباشر، واستمر أطول بث مباشر حتى هذه الفترة دون انقطاع وراحة في بيته الزجاجي، حيث حقق رقم أطول مدة بث مباشر متواصل في التاريخ، وأكثر عدد مشاهدات مباشرة في لحظة واحدة لحملة إنسانية عبر يوتيوب.
تضم قناته أكثر من 43.5 مليون مشترك مع أكثر من 6.66 مليار مشاهدة، وهي الأكبر بين قنوات صنّاع المحتوى العربي في مجال ألعاب الفيديو. وهي من بين الأسرع نموًّا عالميًّا.

## نشاطه الخيري
- في يونيو 2020، بادر ببناء مسجد في موزمبيق بمساحة 100 متر مربع، من خلال جمع التبرعات منه ومن متابعيه بعد وصول قناته إلى 5 ملايين مشترك، وبلغت قيمة التبرعات 8,062 دينار كويتي،[18] وقام أيضًا بإنشاء حملة بعنوان «بئر أبو فلة ومتابعيه» في دولة مالي، والبئر سيقوم بتزويد من 500 إلى 2,000 شخص بماء صالح للشرب والاستحمام بدون متاعب، وبلغت قيمة التبرعات في هذا المشروع 9,344 دينار كويتي.[19] تعاون في المشروعين مع جمعية العون المباشر في الكويت.[20]
- في أكتوبر 2020، قام بالتبرع بالمال لثمانية أشخاص لإتمام تعليمهم بالتعاون مع جمعية العون المباشر خلال «مشروع كفالة طلبة أبو فلة ومتابعيه». وذلك بمناسبة وصول قناته إلى 8 ملايين مشترك.[21][22]
- في نوفمبر 2020، قام بكفالة 9 أيتام لمدة عام بالتعاون مع جمعية العون المباشر خلال «مشروع كفالة أيتام أبو فلة ومتابعيه». وذلك بمناسبة وصول قناته إلى 9 ملايين مشترك.[21][23]
- في ديسمبر 2020، أطلق حملة بعنوان «عمليات النور متابعين أبو فلة» لجمع تبرعات لعمل 1,000 عملية لعلاج أمراض العيون في إحدى الدول الأفريقية.[24] من خلال بث مباشر على اليوتيوب لمدة 3 ساعات، بالتعاون مع جمعية العون المباشر حيث أستطاع الوصول إلى مبلغ 165 ألف دولار أمريكي بإجمالي عدد عمليات 1262 عملية. بلغت القيمة النهائية لتبرعات المشروع 78,602 دينار كويتي.[25]
- في فبراير 2021، أطلق حملة لدعم اللاجئين السوريين في شمال غربي سوريا بعنوان «بيوت إيواء للاجئين السوريين»، وذلك بمناسبة وصول قناته إلى 12 مليون مشارك بالتعاون مع جمعية الشيخ عبد الله النوري الخيرية، حيث تهدف الحملة لإيواء 12 عائلة في 12 بيتًا في بيوت تتوفر فيها الطاقة الشمسية والفرش والتجهيزات، والصرف الصحي وبئر ماء مع تمديد شبكة مياه عامة منها، وأن العدد الكلي للمشروع 25 بيت. تهدف الحملة لجمع 10 ألف دينار كويتي، وجمع المبلغ في ساعتين.[26] بلغت القيمة النهائية لتبرعات 30 ألف دينار كويتي.[27] وبإجمالي 57 منزل.[28]
- في مايو 2021، أطلق حملة لبناء مستوصف في اليمن بتكلف إجمالية تُقدر 155,000 ألف دولار وذلك بمناسبة وصول قناته إلى 16 مليون مشترك بالتعاون مع جمعية العون المباشر، سيستفيد منه حوالي 10 آلاف إنسان،[29] واستطاع جمع مبلغ المستوصف في 6 ساعات.[30] توسعت الحملة إلى مستوصفين بدلًا من واحد،[31] حيث بلغت قيمة التبرعات الإجمالية 93,867 دينار كويتي.[32]
- في أكتوبر 2021، بادر أبو فلة بحملة بعنوان «دفي قلوبهم» لجمع مليون دولار لصالح اللاجئين السوريين لتوفير الدعم لـ5,715 أسرة لاجئة بالتعاون مع المفوضية السامية للأمم المتحدة لشؤون اللاجئين.[33] وذلك بمناسبة وصول قناته إلى 20 مليون مشترك.[34] وجمع المبلغ في 28 ساعة من البث المتواصل على اليوتيوب.[35]

- وفي مطلع عام 2022، أطلق أبو فلة حملة بعنوان «لنجعل شتاءهم أدفأ» التي تهدف لجمع 10 ملايين دولار عبر بث مباشر على يوتيوب بهدف تقديم الدعم لأكثر من 100,000 أسرة من اللاجئين والمحتاجين في الوطن العربي وأفريقيا، لمساعدتهم على تخطي برد الشتاء القارس وتأمين احتياجاتهم الأساسية بالتعاون مع مؤسسة مبادرات محمد بن راشد آل مكتوم العالمية والمفوضية السامية للأمم المتحدة لشؤون اللاجئين والشبكة الإقليمية لبنوك الطعام[36][37] وذلك من خلال حبس نفسه في غرفة زجاجية في وسط مدينة دبي أمام برج خليفة.[38] وقد انتهت هذه الحملة في 18 يناير بجمع مبلغ أكثر من 11 مليون دولار أمريكي. حيث جمع المبلغ خلال 12 يوم من البث المتواصل.[39]

## انتقادات
بعد تصريحه بعبارة «اعتنق الإنسانية ثم اعتنق ما شئت من الديانات»، تلقى أبو فلة انتقادات واسعة، إذ اعتُبر أن العبارة تروج للفلسفة الإنسانوية العلمانية. رد أبو فلة على الانتقادات نافيًا أن يكون هذا قصده، وأوضح أنه لم يُحسن اختيار عبارته واعتذر عنها.